# Gill Coliseum
Le Gill Coliseum est un bâtiment situé sur le campus de l'Oregon State University, situé dans la ville américaine de Corvallis, en Oregon. 
Il abrite la salle multi-sports de l'université, utilisée pour les rencontres de sports collectifs (basket-ball) et individuels (gymnastique). La salle sert également de lieu de rencontre pour les évènements locaux (remise de diplômes des high-schools environnantes, cultes...)
Les bureaux administratifs des entraineurs universitaires sont également situés dans ce bâtiment, ainsi que la salle des trophées de l'université.